# Синтёся
«Синтёся» (яп. 株式会社新潮社 Кабусики-гайся Синтё:ся) — японское издательство, одно из наиболее известных и значимых в стране. Основано в 1896 году. Головной офис расположен в токийском районе Синдзюку. Издательство широко известно не только своими литературными журналами («Синтё» и др.) и знаменитой серией «Библиотека Синтёся», но и тем, что её издания полемической направленности являются своего рода трибуной для сторонников консервативных политических взглядов. «Синтёся» курирует ряд крупных литературных премий: премия Мисимы, премия Кобаяси, премия Кавабаты и др.

## Книги
- 1Q84

## Журналы

### Еженедельные
- Weekly Comic Bunch (яп. 週刊コミックバンチ)
- Weekly Shinchō (яп. 週刊新潮)
- FOCUS (suspended)

### Ежемесячные
- ENGINE
- Foresight
- "Monthly" Series (яп. 「月刊」シリーズ)
- Monthly Comics @ Bunch (яп. 月刊コミック@バンチ)
- Nami (яп. 波)
- nicola
- Синтё (яп. 新潮)
- Синтё 45 (яп. 新潮45)
- Гэйдзюцу Синтё (яп. 芸術新潮)
- Сёсэцу Синтё (яп. 小説新潮)
- Таби (яп. 旅)

### Сезонные
- Kangaeru Hito (яп. 考える人)